# Xã Milton, Quận Marion, Kansas
Xã Milton (tiếng Anh: Milton Township) là một xã thuộc quận Marion, tiểu bang Kansas, Hoa Kỳ. Năm 2010, dân số của xã này là 310 người.